# Pontocaris profundior
Pontocaris profundior is een garnalensoort uit de familie van de Crangonidae. De wetenschappelijke naam van de soort is voor het eerst geldig gepubliceerd in 1996 door Chan.